# Odontogomphus
Odontogomphus is een geslacht van libellen (Odonata) uit de familie van de rombouten (Gomphidae).

## Soorten
Odontogomphus omvat 1 soort:
- Odontogomphus donnellyi Watson, 1991